# Anton Dostler
Anton Dostler, född 10 maj 1891 i München, död 1 december 1945 i Aversa, Italien, var en tysk general. I mars 1944 beordrade han att femton amerikanska krigsfångar skulle avrättas i Italien. Efter andra världskriget ställdes Dostler inför rätta, dömdes för krigsförbrytelser och avrättades genom arkebusering.

## Utmärkelser
Första världskriget
- Järnkorset av andra klassen
- Järnkorset av första klassen
- Prinsregent Luitpolds jubileumsmedalj
- Bayerska militärförtjänstorden
- Ärekorset

Andra världskriget
- Wehrmachts tjänsteutmärkelse av fjärde till första klassen
- Sudetenlandmedaljen med Pragspännet
- Tilläggsspänne till Järnkorset av andra klassen
- Tilläggsspänne till Järnkorset av första klassen
- Östfrontsmedaljen